# برنارد مارتن (بيئي)
برنارد مارتن (بالإنجليزية: Bernard Martin)‏ صياد كندي، وخبير بيئي. حصل على جائزة جولدمان (بالإنجليزية: Goldman Prize)‏ في عام 1999.

## النشأة
ولد مارتن وترعرع في عائلة صيد في بيتي هاربور، نيوفاوندلاند (بالإنجليزية: Petty Harbour, Newfoundland)‏. واصل ممارسات عادات عائلته التقليدية لصيد سمك القد كصياد من الجيل الرابع.

## وقف صيد سمك القد
كان صيد سمك القد أسلوب حياة في نيوفاوندلاند لعدة قرون، ولكن بعد الحرب العالمية الثانية، بدأ الإفراط في الصيد التجاري، والعوامل البيئية تتسببت في خسائر فادحة، حيث انخفض عدد السكان بشكل حاد. لاحظ مارتن والصيادون الآخرون على الساحل تناقص صيدهم، ونبهوا المسؤولين الحكوميين إلى الوضع. كانوا يأملون في أن يؤدي خفض حصص سمك القد بشكل استباقي إلى الحد من الانخفاض. ذهبوا إلى أبعد من ذلك لإنشاء منطقة صيد محمية حول بيتي هاربور/مادوكس كوف وشكلوا جمعية صيادين تعاونية في عام 1983 للسيطرة على الصناعة المحلية. ومع ذلك، فإن مصايد الأسماك البحرية واسعة النطاق كانت متأخرة كثيرًا في الاعتراف بالتباطؤ، واستمرت في الصيد، مما أدى في النهاية إلى انهيار الصناعة. معدات الصيد الحديثة مثل الشباك الخيشومية السفلية الأحادية قاسية بشكل خاص على النظم البيئي البحري. واصل مارتن وآخرون إبلاغ المسؤولين الحكوميين بأن هذا غير مستدام.
في عام 1992، حظرت الحكومة الكندية صيد سمك القد التجاري على أمل زيادة أعداد الأسماك.  بعد وقف الصيد التجاري، علق مارتن بأن الكثيرين ما زالوا يكملون وجباتهم الغذائية من خلال الصيد الترفيهي، لكن هذا أيضًا تم حظره في عام 1994. بين قلة الدخل والحاجة إلى استبدال القيمة الغذائية لسمك القد بمواد البقالة الإضافية، عانى الكثير في نيوفاوندلاند ماليًا. على الرغم من إدراك مارتن للأهمية البيئية للحظر، إلا أنه أصيب بخيبة أمل بسبب حظر الصيد الترفيهي حيث أجبر ذلك العائلات والمجتمعات على التخلي عن العادات التي تمتد عبر الأجيال من أجل نمط حياة جديد.

## جائزة العمل البيئي
قبل وبعد الوقف الاختياري، شرع مارتن في نشر خبرته في سوء إدارة صناعة سمك القد على أمل الحفاظ على النظم البيئية البحرية الأخرى بشكل أفضل. شارك بالدروس المستفادة في ألاسكا ونيكاراغوا ونيوزيلندا وإريتريا. كما رسم تشابهات بين الإفراط في صيد سمك القد، وقطع الأشجار القديمة في غابات الساحل الغربي. قبض عليه بالقرب من Clayoquot Sound لمشاركته في حصار ضد التقطيع في عام 1993.
ساعد في تأسيس منظمة صيادي الأسماك لتنشيط المجتمعات والنظم البيئية (FORCE) والتي كانت مدعومة من قبل الأمم المتحدة. كما عمل أيضًا على مسح Sentinel لدراسة مخزونات سمك القد، وما إذا كان يمكن منع الدمار. عمل كمنسق لتجمع نيوفاوندلاند ولابرادور للمحيطات لمدة عام. لقد كان صريحًا في انتقاد استخدام شبكات السحب.
حصل مارتن على جائزة جولدمان البيئية لعام 1999 بعد ترشيحه من قبل نادي سييرا الكندي تقديراً لدعوته لإنقاذ صناعة سمك القد من الصيد الجائر، والممارسات التجارية الضارة مثل الصيد بشباك الجر. كان ينوي استخدام أموال الجائزة لسداد الديون المتكبدة من الحظر، وإعالة أطفاله الأربعة، ورد الجميل للأعمال الخيرية. كان سعيدًا لأن القضية قد تكتسب مصداقية من خلال جائزته.
اعتبارًا من عام 2012، ظل سمك القد نادرًا، وأوصى علماء البيئة باتخاذ تدابير مماثلة على الساحل الشرقي للولايات المتحدة أيضًا على الرغم من التداعيات الاقتصادية المحتملة. في حين أن المحار كان يحل محل سمك القد باعتباره السوق الرئيسي، فإن الصيادين الكنديين أكثر حرصًا على البقاء ضمن حدود الصيد الموصى بها للحفاظ على مجموعات صحية ومستدامة. مارتن نفسه انتقل إلى صيد السلطعون. إنه متفائل بأن مخزونات سمك القد يتعافى ببطء.

## روابط خارجية
- برنارد مارتن: الحائز على جائزة جولدمان 1999، كندا على يوتيوب
- حفل جائزة جولدمان البيئية 1999: برنارد مارتن على يوتيوب